# Metamerisme
|  | Per a altres significats, vegeu «Metameria». |

El metamerisme és un fenomen psicofísic definit generalment com la situació en la qual dues mostres de color coincideixen sota unes condicions determinades (font de llum, observador, geometria…). N'hi ha dos tipus:
- Isòmers: quan dos colors tenen la mateixa composició espectral s'anomenen "isòmers", i sempre són idèntics.
- Metàmers: quan dos colors semblen aparentment iguals, però tenen una naturalesa física diferent s'anomenen "metàmers", i arriben a canviar notablement en la seva percepció amb il·luminacions diferents (llum natural o fluorescent).

El fenomen en el qual es basa el metamerisme és que la coincidència de color també és possible quan la distribució espectral de potència de les dues mostres és diferent, per això algunes coincidències de color poden ser considerades condicionals. Per altra banda, si dues mostres tenen el mateix espectre de reflexió, coincidiran quan siguin vistes en les mateixes condicions.
La distribució espectral de potència descriu la proporció del total de llum emès o reflectit per una mostra de color a totes les longituds d'ona visible. Com que l'ull humà té tres receptors de color (cons), tots els colors es redueixen a tres quantitats sensorials, anomenades valors triestímuls. El metamerisme apareix perquè cada tipus de con respon a un cúmul d'energia d'un ampli rang de longituds d'ona. Així doncs, diferents combinacions de llum amb totes les longituds d'ona pot produir una resposta equivalent al receptor i els mateixos valors triestímuls o sensació de color.
Les correspondències de metamerisme fetes entre dues fonts de llum dona lloc a les bases tricromàtiques de colorimetria. Per qualsevol estímul de llum donat existeix una única mescla de tres colors primaris llum.
Gairebé tots els tipus de reproducció d'imatge comercial tractada, com la fotografia o la televisió, es fan amb correspondències de colors metàmers.
Un sistema conegut molt bo per mesurar el metamerisme és el Color Rendering Index. És una funció lineal de la Distància Euclidiana entre el test i els vectors de reflectància espectral de referència a la CIE 1964 color space.
Un nou mesurador per a simuladors de llum de dia és el CIE Metamerism Index (MI), que deriva de calcular la mitjana de la diferència de color de vuit metàmers (cinc en l'espectre visible i tres en l'ultraviolat) en CIELAB o CIELUV.

## Tipus de metamerisme

### Metamerisme d'il·luminància
És la forma de metamerisme més comú. Es dona quan dues mostres coincideixen quan són vistes sota un tipus de llum, però no coincideixen quan són il·luminades per una altra font de llum diferent.

### Metamerisme geomètric
Es dona quan dues mostres coincideixen vistes sota un determinat angle de visió, però no coincideixen en variar aquest angle. Es dona en mostres en què el seu espectre de reflectància depèn de l'angle de visió.

### Metamerisme d'observador
Es produeix a causa de diferències en la visió en color entre diversos observadors. Sovint aquestes diferències tenen un origen biològic, com, per exemple, que dues persones tinguin diferents proporcions de cons sensibles a la radiació de longitud d'ona llarga i de cons sensibles a radiacions de longitud d'ona més curta. Per això, dues mostres amb espectres diferents poden ser percebudes iguals per un mateix observador sota unes certes condicions d'il·luminació, i percebudes diferents per un altre observador.

### Metamerisme de camp
Es dona perquè la proporció dels tres tipus de cons a la retina no varia només entre observadors, sinó que per a un mateix observador aquesta proporció varia inclús dintre de la seva posició. Per tant, un objecte lluminós de mida petita pot il·luminar només la part central de la retina, on podrien no ser-hi els cons sensibles a les radiacions de longitud d'ona llarga (o mitja o curta), però en incrementar la mida de l'objecte, augmenta la part de la retina il·luminada, activant els cons sensibles a radiacions de longitud d'ona llargues (o mitges o curtes), canviant la percepció subjectiva del color d'aquest objecte. Per tant, és possible que dos objectes que presenten el mateix color a una distància, a una altra distància apareguin d'un color diferent.

## Metamerisme i constància del color
El metamerisme de vegades es confon amb la no constància del color. Tot i això, el metamerisme es refereix a dos mostres diferents, mentre que l'últim es dona en mostres úniques. La constància de color es refereix al fet que diferents mostres tendeixen a conservar, aproximadament, la seva aparença a la llum del dia quan són observades sota diferents condicions lumíniques. Quan les mostres no es comporten com esperem en aquest sentit, el fenomen és anomenat no constància del color.

## Rellevància del metamerisme i les seves aplicacions
En les arts gràfiques, el metamerisme és considerat una font de problemes. Els artistes solen pintar amb oli, o altres tipus de tintes i pigments, i cada material té unes corbes de reflectància pròpies i diferents a la resta. La majoria de reproduccions es fan avui en dia combinant cian, magenta, groc i tintes negres o colorants. Cap combinació d'aquests colors primaris pot reproduir exactament l'espectre de reflectància usat en l'original amb un altre tipus de materials. A causa d'això, una reproducció impresa d'una obra original es considera una còpia metamèrica d'aquest, i els colors presents dependran de les característiques espectrals de la font de llum empleada.
Entendre què és el que causa el metamerisme i com controlar-ho, sobretot en impressions en paper i en disseny gràfic, és crucial per a obtenir impressions precises en fotografia i disseny gràfic.